# Stiphrolamyra annae
Stiphrolamyra annae är en tvåvingeart som beskrevs av Jason Gilbert Hayden Londt 1983. Stiphrolamyra annae ingår i släktet Stiphrolamyra och familjen rovflugor. Inga underarter finns listade i Catalogue of Life.